# تاریخ الوزراء
تاریخ‌ الوزراء کتابی نگاشته‌ٔ نجم‌الدين ابوالرجاء قمى در قرن ششم هجری قمری است و در آن به زندگانی تنی چند از وزیران دوره سلجوقی می‌پردازد. این کتاب را محمدتقی دانش‌پژوه تصحیح و  موسسه مطالعات و تحقیقات فرهنگی چاپ کرده است. نویسنده افزودن بر گزارش احوال سیاستمدران، قضاوت‌های شخصی در مورد آن‌ها را ذکر می‌کند. در ضمن نثر ادبی، وی باورهای مردمی و زبانزدها را نیز به نثر می‌کشد.

## نمونه نثر
دنیا رباطی است كه مردم در آن پای در ركاباند. در این خان، مزد جانها، جان میستانند. طاقت روی روزگار محال است. شیری جانرباست. شتر زشتروی و مکروه باشد. روزگار به حادثۀ مرگ مردم آبستن است. لابد باشد كه روزی بار بنهد. مادری است چون گربه كه فرزندان خویش از فرط محبت میخورد. كس نمد خویش از این آب بیرون نتواند آوردن.حلقۀ این حکم در گوش همه كردهاند... اختران فلک همروزی در مغاك خواهند افتاد... ملکالموت هم شربت موت بچشد. ... میزان فلک را كه تا این غایت زبانه نگسست هم پاره پاره كنند.